# Slovenia International 1970
Die Slovenia International 1970 fanden in Ljubljana statt. Es war die siebente Austragung der internationalen Meisterschaften von Slowenien im Badminton.

## Titelträger
| Disziplin    | Sieger                      |
| ------------ | --------------------------- |
| Herreneinzel | Danče Pohar                 |
| Dameneinzel  | Lučka Križman               |
| Herrendoppel | Otto Eckarth Rudi Mahin     |
| Damendoppel  | Lučka Križman Breda Križman |
| Mixed        | Danče Pohar Mariča Amf      |